# 콜롬보 계획
본 문서의 이해를 돕기 위한 비자유 그림이 있습니다. 
링크의 파일을 직접 올려 주세요

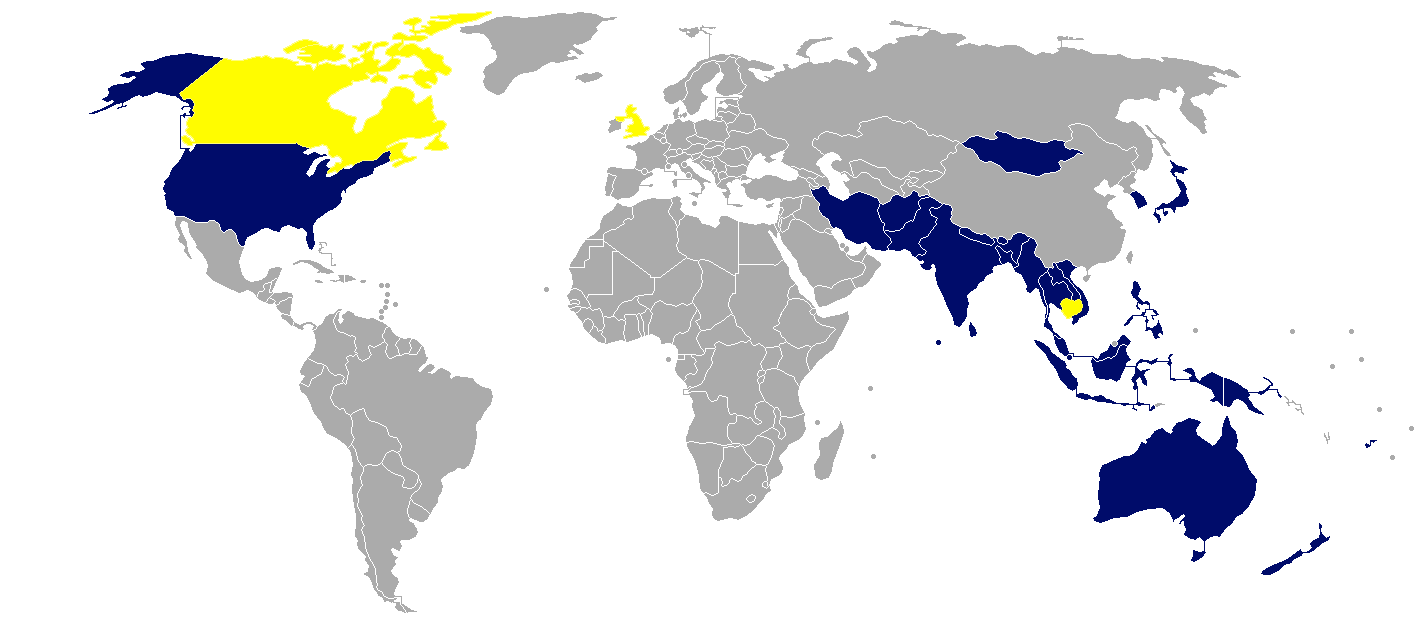
가맹국. 파랑(현재 가맹국), 노랑(과거 가맹국)

콜롬보 계획(Colombo Plan)은 1950년에 콜롬보의 영연방 외상회의에서 제창된 동남아시아개발의 개발 원조계획을 말한다. 정식으로는 '남(南) 및 동남 아시아 공동개발을 위한 계획'으로 불린다.
당초에는 영 연방 선진 4개국이 원조국으로서 발족했으나 그 뒤 미국과 일본이 참가하였다. 원조 대상국은 인도, 파키스탄 등 27개국이다.

## 현재 가맹국
| 가맹국          | 가맹일 |
| --------------- | ------ |
| 아프가니스탄    | 1963   |
| 오스트레일리아  | 1950   |
| 방글라데시      | 1972   |
| 부탄            | 1962   |
| 브루나이        | 2008   |
| 피지            | 1972   |
| 인도            | 1950   |
| 인도네시아      | 1953   |
| 이란            | 1966   |
| 일본            | 1954   |
| 대한민국        | 1962   |
| 라오스          | 1951   |
| 말레이시아      | 1957   |
| 몰디브          | 1963   |
| 몽골            | 2004   |
| 미얀마          | 1952   |
| 네팔            | 1952   |
| 뉴질랜드        | 1950   |
| 파키스탄        | 1950   |
| 파푸아뉴기니    | 1973   |
| 필리핀          | 1954   |
| 사우디 아라비아 | 2012   |
| 싱가포르        | 1966   |
| 스리랑카        | 1950   |
| 타이            | 1954   |
| 미국            | 1951   |
| 베트남          | 2004   |

## 과거 가맹국
| 가맹국   | 가맹일 | 탈퇴일 |
| -------- | ------ | ------ |
| 캐나다   | 1950   | 1992   |
| 영국     | 1950   | 1991   |
| 캄보디아 | 1951   | 2004   |
| 남베트남 | 1951   | 1975   |